# Bezczaszkowce
Bezczaszkowce (Leptocardii) – gromada niewielkich zwierząt morskich zaliczanych do strunowców (Chordata). Obejmuje 30 gatunków. Są zwierzętami rozdzielnopłciowymi o rozwoju prostym. Najbardziej znanym bezczaszkowcem jest występujący w europejskich morzach lancetnik (Branchiostoma lanceolatum). Najstarsze bezczaszkowce (a zarazem strunowce) to Cathaymyrus oraz młodsza o 10 mln lat pikaia.
Zwierzęta te mają wydłużone, bocznie spłaszczone ciało o długości od kilku do kilkunastu centymetrów, ze słabo wyodrębnioną głową. Pokrywa je pozbawiona pigmentów skóra pokryta nabłonkiem jednowarstwowym. Na grzbietowej (oraz częściowo na brzusznej) stronie ciała występuje fałd skórny, spłaszczający się w części ogonowej (na kształt płetwy ogonowej ryb). Szkielet tworzy struna grzbietowa otoczona pochwą z tkanki łącznej. Nad nią leży cewka nerwowa, która w przedniej części rozszerza się w pęcherzyk mózgowy. Otwór gębowy, znajdujący się z przodu ciała, zaopatrzony jest w wąsy, na których zlokalizowane są receptory dotyku oraz chemoreceptory. Za nim znajduje się gardziel, będąca częścią wspólną układu oddechowego oraz pokarmowego. Jej dolna część (endostyl) odfiltrowuję pokarm (w postaci drobnej materii organicznej) z przepływającej wody, który jest przesuwany do jelita za pomocą rzęsek. Odfiltrowana woda przepływa natomiast przez liczne (180 par) szpary skrzelowe w gardzieli i trafia do jamy okołoskrzelowej (do której prowadzi także otwór wydalniczy), a następnie opuszcza organizm przez otwór odpływowy. W układzie pokarmowym bezczaszkowców występuje worek wątrobowy (będący homologiem wątroby) połączony z jelitem krążeniem wrotnym. Układ wydalniczy składa się z protonefrydiów w kształcie litery „L”, zakończonych komórkami płomykowymi (solenocytami). Zamknięty układ krwionośny przewodzi krew bez barwników oddechowych, a funkcję serca pełni w nim zatoka żylna.

## Systematyka
Gromada monotypowa, obejmuje tylko jedną rodzinę: Branchiostomatidae, w skład w której wchodzą 3 rodzaje:
- Asymmetron (2 gatunki)
- Branchiostoma (23 gatunki)
- Epigonichthys (5 gatunków)